# Coming out day
Pour les articles homonymes, voir COD.

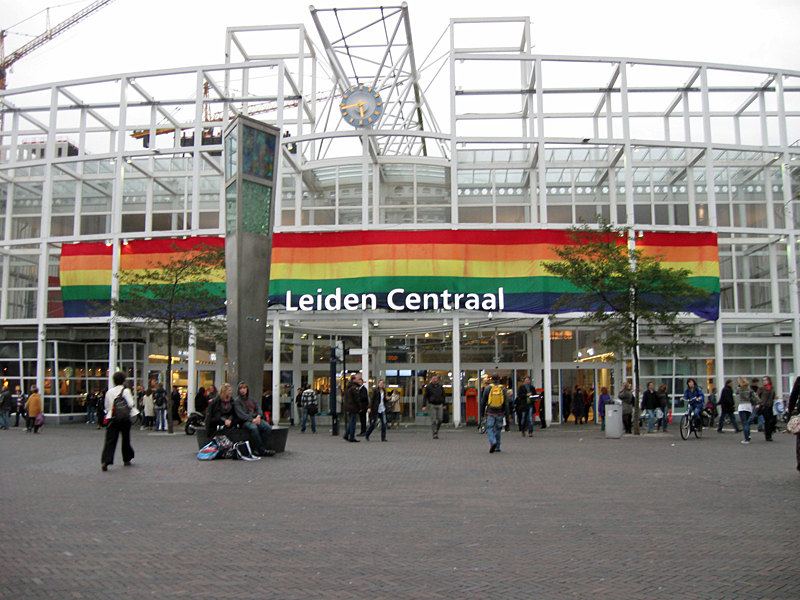
Gare centrale de Leiden (Pays-Bas), le jour du Coming Out Day 2011 aux couleurs du drapeau arc-en-ciel.

Le Coming Out Day (COD) ou Journée du coming out a lieu tous les ans le 11 octobre en Amérique du Nord ainsi que dans certains pays d'Europe. À cette occasion, lesbiennes, gays, bis, trans et personnes « queers » sont appelés à se montrer publiquement.

## Origine
La tradition du Coming Out Day remonte à la seconde « Marche à Washington pour les droits des gays et lesbiennes » (March on Washington for Lesbian and Gay Rights) qui se tint le 11 octobre 1987. Ce jour-là, 500 000 personnes avaient manifesté à Washington D.C. pour l'égalité des droits des homosexuels et la reconnaissance de l'homosexualité.
L'année suivante, à l'occasion de la première Journée du coming out, des milliers de gays et de lesbiennes ont publié leurs noms dans les journaux.